# Dușinkovo, Kărdjali
Dușinkovo (în bulgară Душинково) este un sat în comuna Djebel, regiunea Kărdjali,  Bulgaria. 

## Demografie
Componența etnică a satului Dușinkovo
     Turci (75%)
     Nicio identificare (25%)
     Altele (0%)
La recensământul din 2011, populația satului Dușinkovo era de 104 locuitori. Din punct de vedere etnic, majoritatea locuitorilor (75,0%) erau turci. Pentru 25,0% din locuitori nu este cunoscută apartenența etnică.